# Sal ferrosa/ácido fólico
 La sal ferrosa/ácido fólico o sal de hierro/ácido fólico es un suplemento que se usa para prevenir la deficiencia de hierro y la deficiencia de ácido fólico durante el embarazo.  También se puede utilizar para tratar la anemia por deficiencia de hierro.  Es una combinación en dosis fija de sal ferrosa y ácido fólico.  Se administra por vía oral.
Los efectos secundarios pueden incluir heces oscuras, estreñimiento y dolor abdominal.  Se recomienda precaución en personas con hemocromatosis.  El uso excesivo en los niños puede causar problemas graves.
La sal ferrosa/ácido fólico se aprobó para uso médico en los Estados Unidos en 1946.  Está en la Lista de medicamentos esenciales de la Organización Mundial de la Salud, los medicamentos más efectivos y seguros que se necesitan en un sistema de salud.  El costo mayorista en el mundo en desarrollo es de aproximadamente US$0,07 a 1,02 al mes.  Actualmente no está disponible comercialmente como una combinación en los Estados Unidos.  En el Reino Unido, al NHS le cuesta alrededor de £2,64 a 4,25 por mes.